# 16e arrondissement de Budapest
Le 16e arrondissement de Budapest (en hongrois : Budapest XVI. kerülete) est un arrondissement de Budapest. L'arrondissement a été créé en 1950 par fusion des localités de Cinkota, Mátyásföld, Rákosszentmihály et Sashalom du comitat de Pest-Pilis-Solt-Kiskun.

## Quartiers
| Quartiers | Quartiers        | Création | Population en 2001 (hab.) | Superficie (ha) | Densité hab/km2 | Localisation    |
| --------- | ---------------- | -------- | ------------------------- | --------------- | --------------- | --------------- |
| 1         | Árpádföld        |          | 6 186                     |                 |                 | \| 1 2 3 4 5 \| |
| 2         | Cinkota          |          | 6 587                     |                 |                 | \| 1 2 3 4 5 \| |
| 3         | Mátyásföld       |          | 19 869                    |                 |                 | \| 1 2 3 4 5 \| |
| 4         | Rákosszentmihály |          | 23 098                    |                 |                 | \| 1 2 3 4 5 \| |
| 5         | Sashalom         |          | 15 288                    |                 |                 | \| 1 2 3 4 5 \| |
| 1 2 3 4 5 |                  |          |                           |                 |                 |                 |